# Rheomys
Rheomys es un género de roedores que pertenecen a la familia Cricetidae. Agrupa a 4 especies nativas de América Central y México.

## Especies
Se reconocen las siguientes especies:
- Rheomys mexicanus Goodwin, 1959 -- ratón acuático mexicano, ratón anfibio de Miahuatlán
- Rheomys raptor Goldman, 1912 -- ratón acuático darienita
- Rheomys thomasi Dickey, 1928 -- ratón acuático chiapaneco, ratón anfibio de Thomas
- Rheomys underwoodi Thomas, 1906 -- ratón acuático maniblanco, ratón anfibio de Underwood